# Adolf Denyn
Adolf Denyn (Mechelen, 29 juli 1823 – aldaar, 11 januari 1894) was een Belgisch beiaardier.
Hij werd geboren binnen het gezin van winkelier Petrus Jacobus Denyn en Anna Catharina Herbosch. Hun zonen Jef Denyn en Edward Denyn werden eveneens beiaardier, de eerste werd daarbij bekender dan de tweede.
Denyn was van oorsprong een handelaar in wijnen, likeuren en rookwaren en had een winkel gelegen op de hoek van de Geitstraat en de Beenhouwerstraat te Mechelen. In 1849 werd hij aangesteld als beiaardier, nadat hij pianoles had gekregen aan de plaatselijke muziekschool. Hij volgde de beiaardier Louis Wittman op. Denyn was een begaafd musicus, want hij speelde ook enkele blaasinstrumenten en zijn spel was tot in Engeland bekend. Vanaf 1880 werd hij langzaamaan blind, waardoor hij het carillonspel verspreid over een aantal jaren aan zijn zoon moest overdragen. Samen brachten zij verbeteringen aan in het carillonsysteem. Van zijn hand verscheen een beperkt aantal composities waarvan de variaties op Ik zag Cecilia komen het bekendst werd.